# Karl Friedrich Wider
Karl Friedrich Wider was een Duits lutherse dominee en arachnoloog.
Wider was een dominee in Beerfelden, in de Duitse gemeente Odenwald. Hij was sinds 1825 een verwoed verzamelaar van dieren en vooral van spinachtigen van Duitsland. Zijn enorme collectie, talrijke tekeningen en manuscripten vormden de kern van het Naturmuseum Senckenberg in Frankfurt am Main. In 1834 publiceerde Adolf Reuss de belangrijkste delen van dit materiaal, dat een aantal nieuwe taxa beschrijft, alsnog in zijn naam. Na bijna twee eeuwen, zijn deze namen nog steeds in gebruik. Opvallend was de zorg waarmee zijn collectie geprepareerd en beheerd is, het is een van de weinige collecties in de wereld, die bijna intact bewaard gebleven is, na al die decennia.

## Taxa
Wider heeft onder andere de volgende taxa beschreven:
- Coelotes terrestris (1834) - familie Agelenidae
- Crustulina guttata (1834) - familie Theridiidae
- Erigone dentipalpis (1834) - familie Linyphiidae
- Macrargus rufus (1834) - familie Linyphiidae
- Neriene peltata (1834) - familie Linyphiidae
- Tapinopa longidens (1834) - familie Linyphiidae
- Tenuiphantes tenebricola (1834) - familie Linyphiidae
- Walckenaeria antica (1834) - familie Linyphiidae

Een aantal taxa is naar hem vernoemd:
- Allochernes wideri C. L. Koch, 1843 - familie Chernetidae
- Ceratinella wideri (Thorell, 1871) - familie Linyphiidae
- Wideria Simon, 1864 - vroegere naam van Walckenaeria Blackwall, 1833 - familie Linyphiidae

## Publicaties
- Wider, F., 1834 - Arachniden . In Reuss, A., Zoologische miscellen . Mus. Senck. (Abh.) Vol. 1, pp.195-276.